# Diplostix degallieri
Diplostix degallieri är en skalbaggsart som beskrevs av Vienna 2007. Diplostix degallieri ingår i släktet Diplostix och familjen stumpbaggar. Inga underarter finns listade i Catalogue of Life.